# Săcășeni (gmina)
Săcășeni – gmina w Rumunii, w okręgu Satu Mare. Obejmuje miejscowości Chegea i Săcășeni. W 2011 roku liczyła 1178 mieszkańców.